# Ракетная база Плокштине

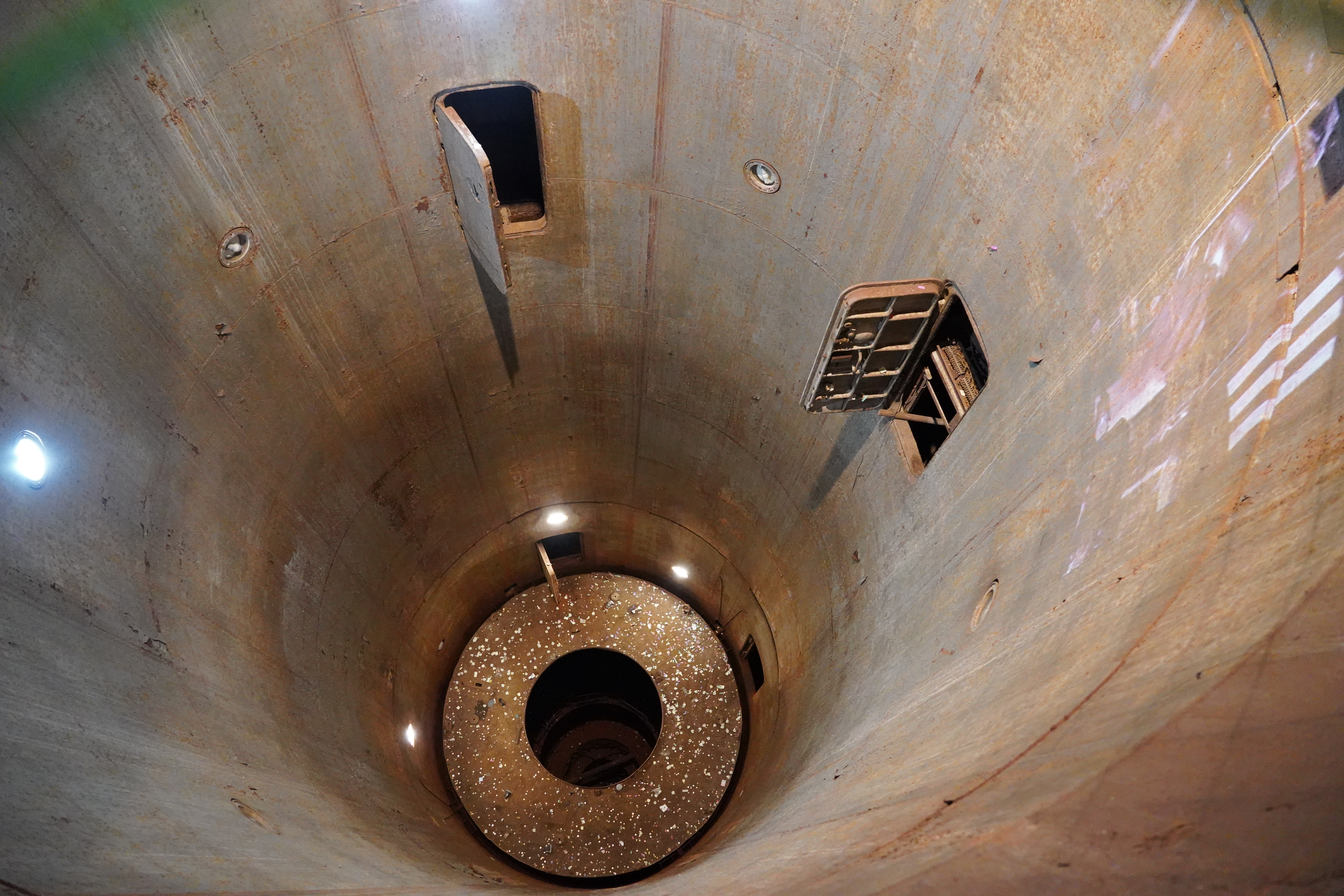
Подземная ракетная шахта.

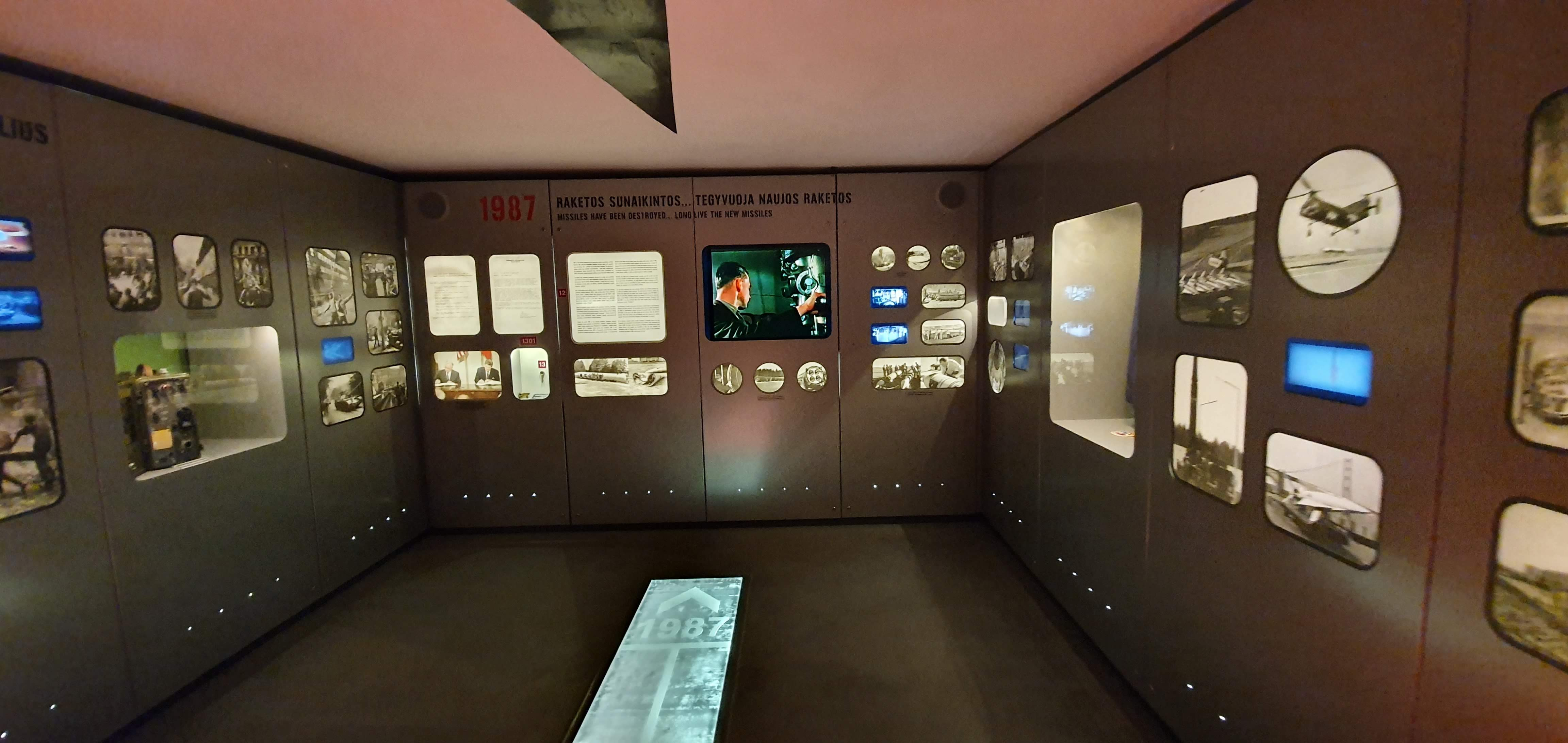
Выставочный зал в Музее холодной войны.

Ракетная база Плокштине (лит. Plokštinės raketų bazė) — бывшая подземная ракетная база Советского Союза. Она была построена недалеко от деревни Плокщяй (лит. Plokščiai), на расстоянии 13 километров (8,1 миль) к северу от Плунге, в малонаселенном лесу Плокштине у озера Плателяй, Жемайтия, Литва. Это была первая ракетно-ядерная база Советского Союза, построенная для размещения шахтных баллистических ракет средней дальности Р-12 «Двина» (по классификации НАТО: SS-4 «Сандал»). В 2012 году на месте ракетной базы был открыт музей холодной войны.

## История

### Строительство
Когда в конце 1950-х годов Соединенные Штаты начали строительство подземных военных баз, Советский Союз почувствовал необходимость поддерживать свой военный потенциал. Потому в сентябре 1960 года в СССР началось активное строительство подземной военной базы. Он был одним из первых в Советском Союзе, у села Плокщяй в Литовской ССР.
Расположение ракетной базы означало, что ее ракеты Р-12 «Двина» (дальность действия которых составляла около 2080 км) могли достичь всех европейских членов НАТО (в том числе и Турции). Кроме того, почву было легко копать, а население села Плокщяй было небольшим. Поблизости не было больших городов или деревень, только отдельные дома, жителям которых платили 4500 рублей за переселение.
В 1960 году более 10 000 советских солдат начали тайно работать в Жемайтийском национальном парке более двух лет. Затраты на строительство были сопоставимы с затратами на строительство городского района или небольшого городка. 

### Эксплуатация
База считалась одним из главных советских военных секретов, который был раскрыт американской разведкой только в 1978 году. Она начала функционировать примерно через три года после начала строительства.
База могла похвастаться сетью туннелей и четырьмя глубокими шахтами глубиной от 27 до 34 метров. Они были перекрыты бетонными куполами, которые можно было сдвинуть по рельсам за 30 минут. База могла оставаться автономной в течение 15 дней или в течение трех часов, если еще была и герметично закрыта. Окружающее электрическое ограждение было нормально подключено к напряжению 220 В с возможностью повышения напряжения до 1700 В  в случае тревоги. Личный состав насчитывал около 300 человек, большинство из которых занимались охраной базы.
База имела четыре шахты, в которых размещались ракеты Р-12 «Двина» с ядерными боеголовками. Они весили более 40 тонн, в том числе 1500-килограммов (3300 фунтов) боеголовка. Эти ракеты класса «земля-земля» имели дальность чуть менее 2500 километров (1600 миль). Никаких ракет, даже для испытаний, с базы не запускали. Запуск ракеты требовал почти одновременного поворота двух разных ключей двумя операторами.
На этой базе дислоцировался 79-й гвардейский ракетный полк 29-й гвардейской ракетной дивизии.
После двенадцати лет существования база была закрыта. После распада Советского Союза база была заброшена и не обслуживалась. Её часто посещали любопытствующие, из-за чего она пострадала от многочисленных краж металла.

### В культуре
Ракетная база появляется в пятом сезоне сериала «В поле зрения».

## Музей холодной войны
После обширной реконструкции в 2012 году на территории бывшей базы теперь находится Музей холодной войны, открыв для посетителей один из четырех существующих бункеров. Экспозиции музея включают в себя различные ракеты, их внутренние системы, военное и другое оборудование, использовавшееся Восточным блоком, а также НАТО во время холодной войны.

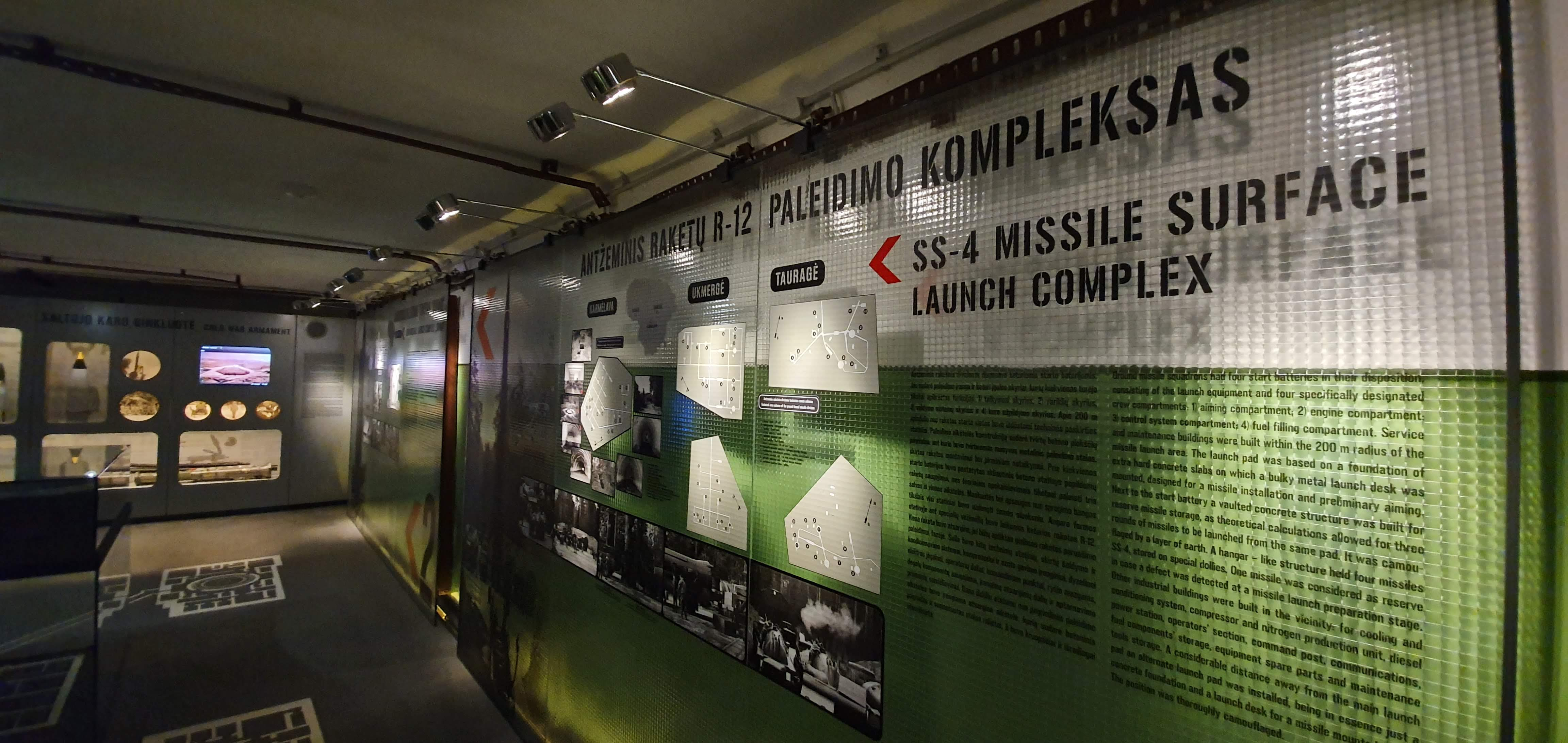
Информационный стенд ракеты СС-4
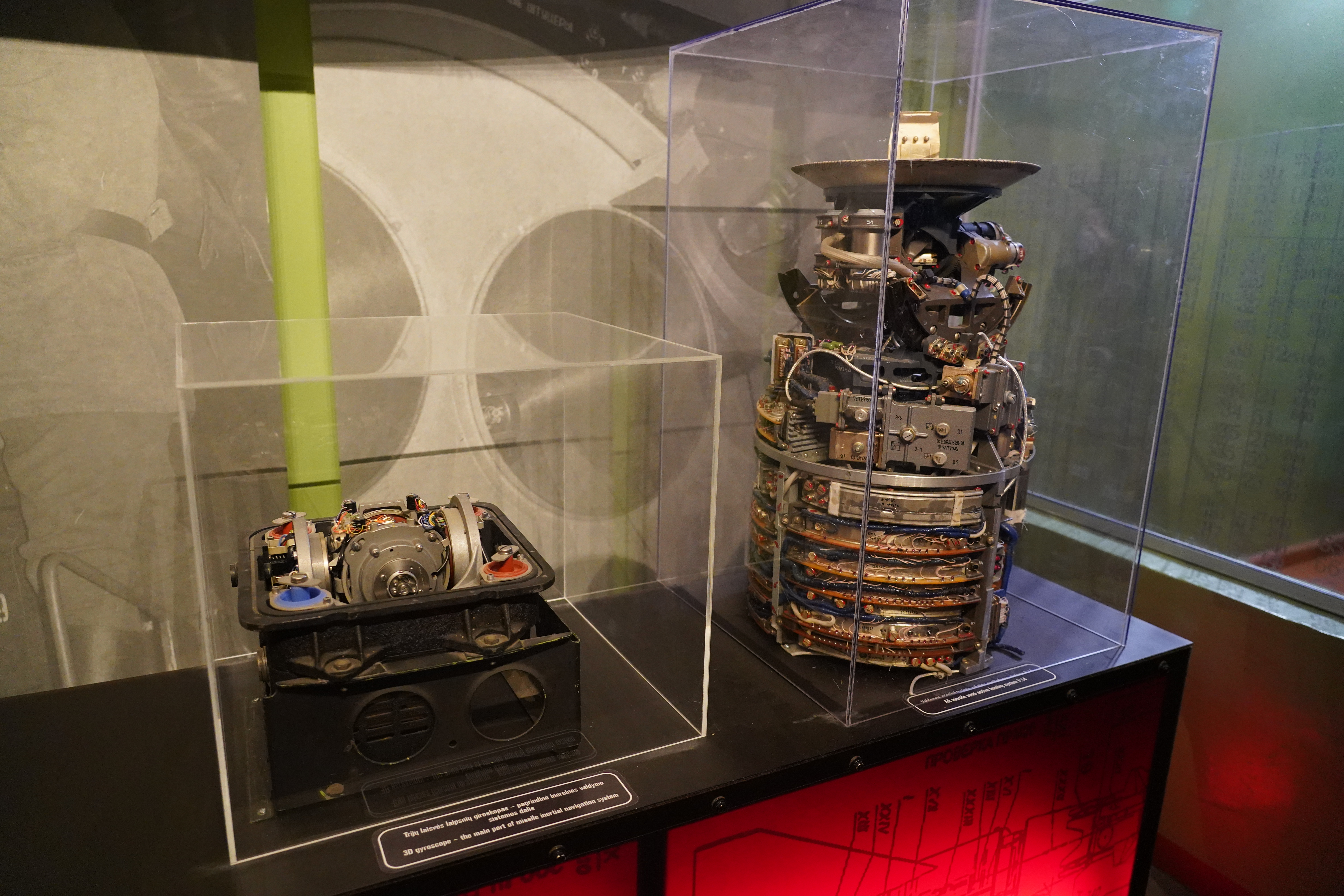
3D-гироскоп и полуактивная радиолокационная система самонаведения
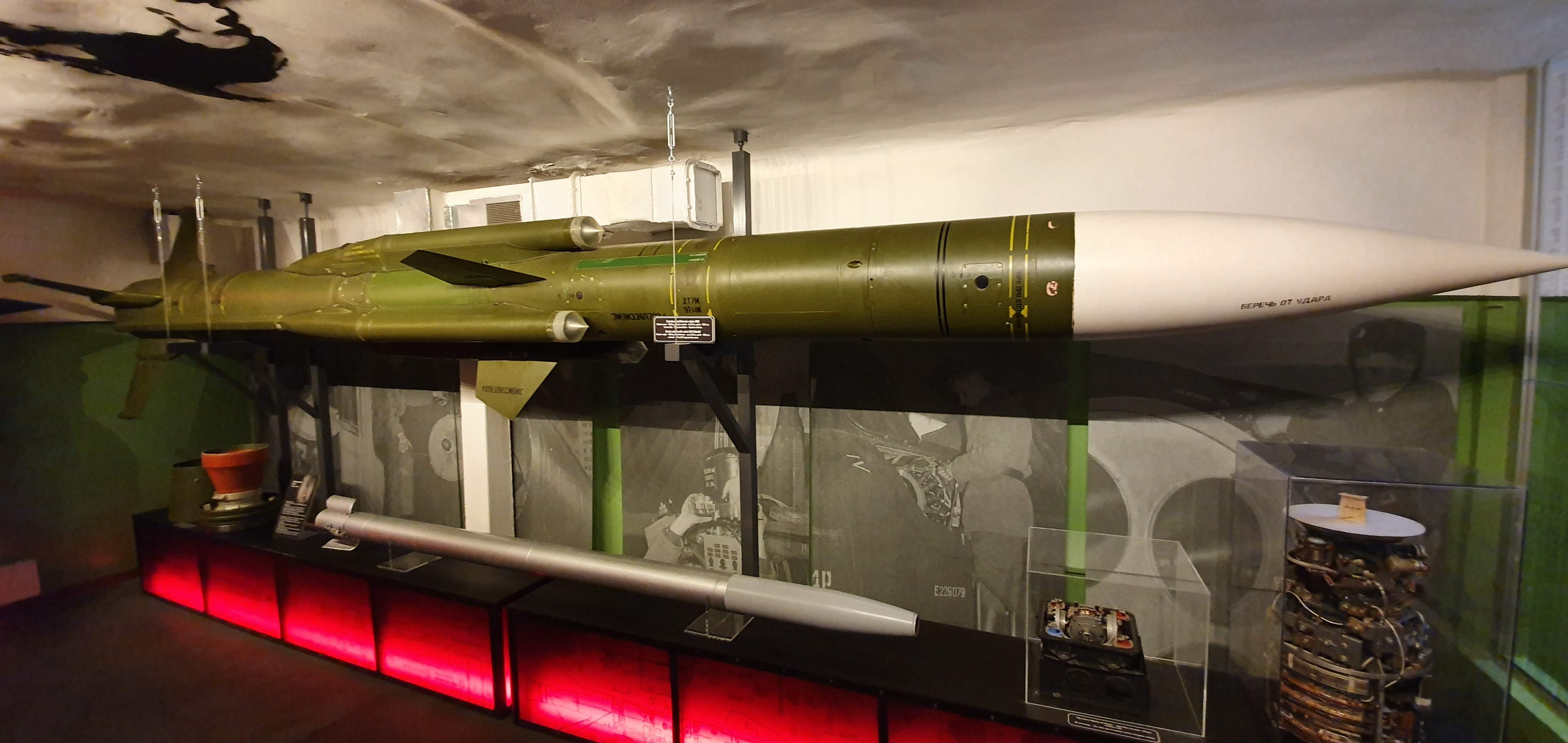
Ракета, используемая в ЗРК SA-6
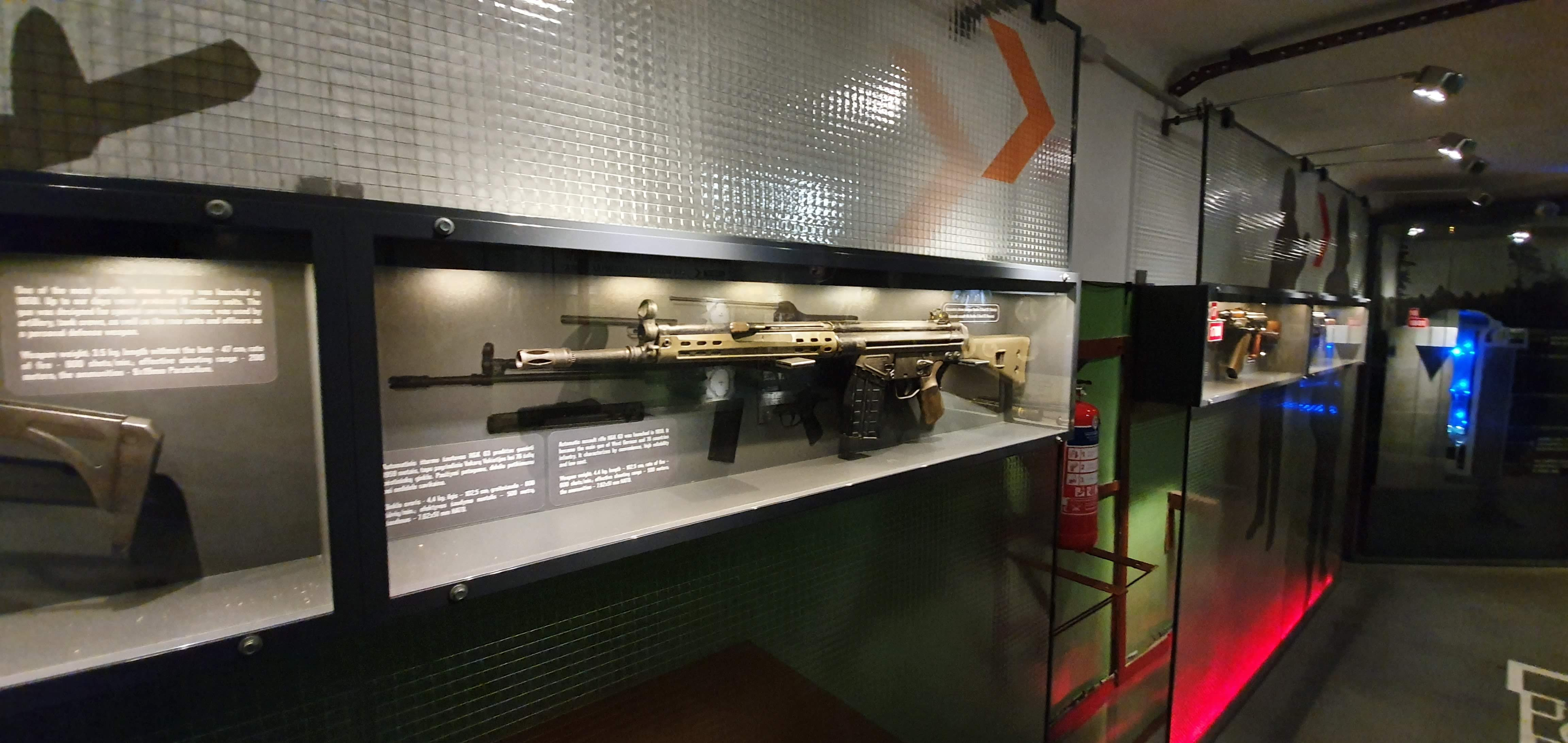
Автоматическая винтовка Heckler & Koch G3, используемая Бундесвером